# Canthidermis macrolepis
Canthidermis macrolepis är en fiskart som först beskrevs av George Albert Boulenger 1888.  Canthidermis macrolepis ingår i släktet Canthidermis och familjen tryckarfiskar. Inga underarter finns listade.